# Епархия Труа
Епа́рхия Труа́ (Трикасси́нская епа́рхия, лат. Dioecesis Trecensis, фр. Diocèse de Troyes) — епархия в составе архиепархии-митрополии Реймса Римско-католической церкви во Франции. В настоящее время епархией управляет епископ Марк-Камиль-Мишель Станжер.
Клир епархии включает 111 священников (88 епархиальных и 23 монашествующих священников), 20 диаконов, 32 монаха, 187 монахинь.
Адрес епархии: 3 rue du Cloitre — Saint-Etienne, 10042 Troyes CEDEX 3, France.

## Территория
В юрисдикцию епархии входит 61 приход в департаменте Об во Франции.
Кафедра епископа находится в городе Труа в церкви Святых Петра и Павла.

## История
Кафедра Труа была основана в средине IV века, и в начале являлась епископоством-суффраганством архиепархии Санса. Имена первых епископов Труа были обнаружены в источнике IX века, авторитет которого был признан исследователями.
В епархии Труа прошло несколько поместных соборов — в 867, 1104, 1107 и 1129 годах. На Труаском соборе 878 года присутствовали папа римский Иоанн VIII и правитель Западно-Франкского королевства Людовик II Заика.
Строительство готического собора в Труа было начато в 1208 году и продолжалось до XVII века. В конце XIII века в Труа по заказу папы римского Урбана IV, уроженца города, была построена базилика Святого Урбана.
После конкордата 1801 года буллой Qui Christi Domini Папы Пия VII от 29 ноября 1801 года в состав епархии Труа вошли территории упраздненных епархии Осера, архиепархии Санса и часть территории епархии Лангра, а сама епархия Труа вошла в состав церковной провинции архиепархии Парижа.
6 октября 1822 года буллой Paternae charitatis Папа Пий VII восстановил епархии Осера и Лангра и архиепархию Санса в их прежних границах, а епархия Труа вернулись в состав церковной провинции архиепархии Санса.
8 декабря 2002 года епархия Труа вошла в состав митрополии Реймса.

## Ординарии епархии
- святой Аматор (Амадур) (340);
- Оптациан (346—347);
- Лев (IV век);
- Ираклий (IV век);
- святой Меланий (упоминается в 394);
- Аврелиан (V век);
- святой Урс (426—426);
- святой Луп I (426 — 29.07.479);
- святой Камелиан (491 — 22.03.525);
- святой Викентий (533—546);
- Амвросий (упоминается в 549);
- Галломагн (562—582);
- Агреций (585—586);
- Луп II (VI/VII век);
- Эвод (631);
- Модегизиль (VII век);
- Рагнегизиль (650);
- святой Леукон (651 — 01.04.656);
- Бертоальд (упоминается в 658);
- Аббон (666 — 674);
- Ваймер (675—678);
- Вульфред (VII век);
- Рагемберт (695);
- Альдеберт (695—710);
- Фредеберт (VIII век);
- Гоше (720);
- Ардуин (VIII век);
- Ценсард (722);
- святой Бобин (Боцин) (766);
- Аминг (VIII век);
- Адельгар (787—800);
- Озульф (IX век);
- Бертульф (IX век);
- Эли (829—836);
- Адальберт (837—845);
- святой Пруденций (846 — 06.04.861);
- Фуше (862—869);
- Оттульф (870—883);
- Бодон (883—890);
- Ривё (896—902);
- Отберт (902 — 01.01.914);
- Ансегиз (914 — 28.12.970);
- Валон (971 — 05.03.973);
- Адрик (X век);
- Милон I (980—982);
- Манассе I де Мондидье (982 — 11.06.993);
- Рено I (993);
- Фромон I (998—1034);
- Менар (1034—1049) — назначен архиепископом Санса;
- Фромон II (1049—1058);
- Юг Парижский (1059—1072);
- Готье (XI век);
- Юг де Дампьер (1075—1082);
- Милон II (Филипп де Пон) (1083 — 07.12.1121);
- Рено II (1121 — 06.01.1122);
- Аттон (1122—1145);
- Анри I (1145 — 30.01.1169);
- Матьё (1169 — 28.09.1180);
- Манассе II де Пюжи (1181 — 11.06.1190);
- Бартелеми Эс де Планси (1190 — 20.02.1193);
- Гарнье де Тренель (1193 — 14.04.1205);
- Эрве (20.02.1207 — 02.07.1223);
- Робер (1223 — 03.06.1233);
- Николя де Бри (30.10.1233 — 24.04.1269);
- Жан I де Нантёй (1269 — 03.08.1298);
- Гишар (1298 — 14.03.1314) — бенедиктинец, назначен епископом Боснии;
- Жан II д’Осуа (14.03.1314 — 13.01.1317);
- Гильом I Мешен (02.03.1317 — 26.04.1324) — назначен епископом Доля;
- Жан III де Шершемон (26.04.1324 — 18.02.1326) — назначен епископом Амьена;
- Жан IV д’Обиньи (18.02.1326 — 06.11.1341);
- Жан V д’Осуа (24.09.1342 — 30.01.1353) — назначен епископом Осера;
- Анри II де Пуатье (13.03.1353 — 25.08.1370);
- Жан VI де Брак (20.09.1370 — 10.08.1375);
- Пьер I де Вилье (12.09.1375 — 11.06.1377);
- Пьер II д’Арси (1377 — 18.04.1395);
- Этьенн де Живри (19.07.1395 — 26.04.1426);
- Жан VII Легизе (23.08.1426 — 03.08.1450);
- Луи Рагье (23.12.1450 — 03.12.1483);
- Жак Рагье (03.12.1483 — 14.11.1518);
- Гильом II Пети (24.01.1519 — 18.09.1527) — назначен епископом Санлиса;
- Одар Эннекен (18.09.1527 — 13.11.1544);
- Луи I Лотарингский (11.05.1545 — 1550);
- Джованни Антонио Караччиоли (05.10.1551 — 1561)
- Клод-Шарль-Роже де Бофремон (16.12.1562 — 24.09.1593);
- Рене Бенуа (03.05.1594 — 1604) — избранный епископ;
- Рене де Бресле (18.07.1605 — 1621);
- Жак Винье (1622);
- Николя де Месгриньи (1624);
- Рене де Бресле (1624 — 02.11.1641) — вторично;
- Франсуа Малье дю Усе (02.11.1641 — 11.10.1678);
- Франсуа Бутийе де Шавиньи (06.02.1679 — 10.03.1698);
- Дени-Франсуа Бутийе де Шавиньи (10.03.1698 — 11.05.1718) — назначен архиепископом Санса;
- Жак-Бенинь Боссюэ (27.06.1718 — 30.03.1742);
- Матья Понсе де ла Ривьер (09.07.1742 — 28.02.1758);
- Жан-Батист-Мари Шампьон де Сисе (02.08.1758 — 16.02.1761) — назначен епископом Осера;
- Клод-Матья-Жозеф де Барраль (16.02.1761 — 23.01.1791);
  - Огюстен Сибий (1791—1793) — антиепископ;
- Луи-Матья де Барраль (23.01.1791 — 05.10.1801);
- Марк-Антуан де Ноэ (23.04.1802 — 21.09.1802);
- Луи-Аполлинер де Ла Тур дю Пен-Монтобан (30.09.1802 — 28.11.1807);
- Этьенн-Антуан де Булонь (08.03.1808 — 13.05.1825);
- Жак-Луи-Давид де Сеген де Он (22.06.1825 — 31.08.1843);
- Жан-Мари-Матья Дебеле (19.11.1843 — 16.10.1848) — назначен архиепископом Авиньона;
- Пьер-Луи Кёр (16.10.1848 — 09.10.1860);
- Эмманюэль-Жюль Равине (11.12.1860 — 02.08.1875);
- Пьер-Луи-Мари Корте (03.08.1875 — 16.02.1898);
- Гюстав-Адольф де Пелако (22.03.1898 — 15.06.1907) — назначен архиепископом Шамбери;
- Лоран-Мари-Этьенн Моннье (06.10.1907 — 07.07.1927);
- Морис Фельтен (19.12.1927 — 16.08.1932) — назначен архиепископом Санса;
- Жозеф-Жан Энц (07.12.1933 — 15.02.1938) — назначен епископом Меца;
- Жозеф-Шарль Лефевр (27.07.1938 — 17.06.1943) — назначен архиепископом Буржа;
- Жюльен Ле Куэдик (04.11.1943 — 21.02.1967);
- Андре Пьер Луи Мари Фоше (21.02.1967 — 04.04.1992);
- Жерар Антуан Докур (04.04.1992 — 02.07.1998) — назначен епископом Орлеана;
- Марк-Камиль-Мишель Станжер (с 30 апреля 1999 года — по настоящее время).

## Статистика
На конец 2010 года из 296 000 человек, проживающих на территории епархии, католиками являлись 210 000 человек, что соответствует 70,9 % от общего числа населения епархии.
| год  | население | население | население | священники | священники        | священники         | священники                           | постоянные диаконы | монахи  | монахи  | приходы |
| год  | католики  | всего     | %         | всего      | белое духовенство | черное духовенство | число католиков на одного священника | постоянные диаконы | мужчины | женщины | приходы |
| ---- | --------- | --------- | --------- | ---------- | ----------------- | ------------------ | ------------------------------------ | ------------------ | ------- | ------- | ------- |
| 1950 | 200.000   | 235.000   | 85,1      | 234        | 207               | 27                 | 854                                  |                    | 56      | 550     | 457     |
| 1969 | 200.000   | 268.460   | 74,5      | 221        | 182               | 39                 | 904                                  |                    | 80      | 524     | 103     |
| 1980 | 201.000   | 294.000   | 68,4      | 179        | 145               | 34                 | 1.122                                |                    | 65      | 454     | 425     |
| 1990 | 203.000   | 293.000   | 69,3      | 145        | 118               | 27                 | 1.400                                | 2                  | 51      | 319     | 425     |
| 1999 | 220.000   | 300.000   | 73,3      | 106        | 86                | 20                 | 2.075                                | 14                 | 30      | 269     | 425     |
| 2000 | 204.600   | 292.131   | 70,0      | 104        | 85                | 19                 | 1.967                                | 14                 | 34      | 224     | 425     |
| 2001 | 205.612   | 292.131   | 70,4      | 93         | 75                | 18                 | 2.210                                | 14                 | 28      | 259     | 425     |
| 2002 | 205.612   | 292.131   | 70,4      | 105        | 88                | 17                 | 1.958                                | 16                 | 35      | 219     | 59      |
| 2003 | 205.612   | 292.131   | 70,4      | 99         | 82                | 17                 | 2.076                                | 16                 | 36      | 231     | 59      |
| 2004 | 205.612   | 292.131   | 70,4      | 94         | 77                | 17                 | 2.187                                | 16                 | 36      | 139     | 59      |
| 2010 | 210.000   | 296.000   | 70,9      | 111        | 88                | 23                 | 1.891                                | 20                 | 32      | 187     | 61      |